# Niedźwiedź kodiacki
Niedźwiedź kodiacki, niedźwiedź brunatny kodiacki, kodiak, niedźwiedź brunatny z archipelagu Kodiak, grizzly kodiacki (Ursus arctos middendorffi) – podgatunek niedźwiedzia brunatnego należącego do rodziny niedźwiedziowatych. Obok niedźwiedzia polarnego największy żyjący drapieżnik lądowy. Jego masa przekracza pół tony, a często dochodzi do 700 kg. Sierść gęsta, barwy rudej, brunatnej. Osiąga wagę byka, stojąc na tylnych łapach może mieć ponad 3 m. Pomimo swych rozmiarów niedźwiedź ten jest bardzo nieufny. Często nawet na najmniejszy szelest reaguje ucieczką.
Żywi się szczególnie chętnie świstakami i innymi gryzoniami. Sławne są również polowania kodiaków na łososie w okresie ich pojawiania się w rzekach. Znany jest z wysokich umiejętności pływackich. Blisko spokrewniony z kodiakiem jest niedźwiedź z wyspy Montague, położonej na południe od Alaski.